# Замлака
Замлака је насељено место у саставу општине Трновец Бартоловечки у Вараждинској жупанији, Хрватска. До територијалне реорганизације у Хрватској налазила се у саставу старе општине Вараждин.

## Становништво
На попису становништва 2011. године, Замлака је имала 445 становника.

## Попис1991.
На попису становништва 1991. године, насељено место Замлака је имало 462 становника, следећег националног састава:
| Попис 1991.‍  | Попис 1991.‍  | Попис 1991.‍ | Попис 1991.‍ | Попис 1991.‍ |
| ------------ | ------------ | ----------- | ----------- | ----------- |
|              |              |             |             |             |
| Хрвати       | Хрвати       |             | 455         | 98,48%      |
| неопредељени | неопредељени |             | 1           | 0,21%       |
| непознато    | непознато    |             | 6           | 1,29%       |
| укупно: 462  |              |             |             |             |